# Roko Mišetić
Roko Mišetić (Splitska, Brač, 27. svibnja 1845. − Dubrovnik, 1. veljače 1908.), hrvatski liječnik, humanist i političar.

## Životopis
Rodio se je u Splitskoj na otoku Braču. Gimnaziju završio u Splitu, a Medicinski fakultet u Beču, gdje ostaje dvije godine pri kirurškoj klinici prof. Billrotha i internističkoj prof. Schrötttera. Od 1880. do 1886. bio u Kneževini Crnoj Gori na Cetinju, kao osobni liječnik kneza Nikole, a prethodno je bio i ratni liječnik za Hercegovačkog ustanka, zatim je nakratko primarijus i ravnatelj bolnice u Zadru, a 1887. vraća se u Dubrovnik za ravnatelja nove bolnice gdje ostaje do smrti 1908. godine. Poslije je bio saborski zastupnik u Dalmatinskom saboru. U dva mandata bio je u različitim strankama. Od 1886. do 1888. bio je zastupnik Narodne stranke, a od 1894. do 1895. bio je zastupnik pravaša. Izabran je oba puta u izbornoj jedinici vanjskih općina Hvara-Visa-Brača. Prava Crvena Hrvatska posvetila mu je svoje redke 1908. godine.